# Џил Симент
Џил Симент (енгл. Jill Ciment; рођена 20. маја 1955) је америчка новелисткиња, мемоариста и професор.

## Биографија
Симент је рођена у Монтреалу, у Канади. Студирала је уметност на Калифорнијском институту уметности, у класи Џона Балдесарија. Основне студије завршила је 1975. године. Диплому на мастер студијама за креативно писање на Универзитету у Калифорнији, у Ервајну стекла је 1981. године. Аутир је књиге The Tattoo Artist (2005, Пантеон). Професор је енглеског језика на Универзитету у Флориди у Гејнсвилу. Њен роман Heroic Measures је објављен у пролеће 2009 (Пантеон). Ова књига била је један од наслова по избору Књижевног клуба Опре Винфри за летње штиво за 2009. годину. Ова књига је такође била једна од првих пет финалиста за Лос Анђелес Тајмс књижевну награду за 2010. 5 Flights Up, филмска адаптација књиге Heroic Measures, где глуме Морган Фриман и Дајана Китон, изашао је у биоскопима 8. маја 2015. Она је удата за уметника Арнолда Мешеса.

## Пројекти и књижевне награде
- Два партнерства са Њујоршком фондацијом за уметност
- Партнерство са Националном задужбином за уметност
- Пројекат са Гугенхајм фондацијом
- добитница награде Џенет Хајдингер Кафка
- награда за партнерство НЕА Јапан

## Књиге
- Act of God, Пантеон, 2015 (роман)
- Heroic Measures, Пантеон, 2009 (роман)
- The Tattoo Artist, Пантеон, 2005 (роман)
- Teeth of the Dog, Круна, 1998 (nроман)
- Half a Life, Круна, 1996 (ааутобиографија)
- The Law of Falling Bodies, Посејдон, 1993 (роман)
- Small Claims, Вајндфилд и Николсон, 1986 (збирка приповедака)